# Henrik Klasson Tott
Henrik Klasson Tott, född i början av 1570-talet, död troligen före 1601, var en svensk godsägare.
Henrik Klasson Tott var son till Clas Åkesson (Tott) i hans andra gifte med Kerstin Henriksdotter (Horn). Efter studier vid olika utländska universitet, bland annat Rostock och Helmstedt, vilka föresfaller ha burit frukt i en för tiden mindre vanlig bildning, deltog han i ryska kriget men utan att uppnå några högre poster. Återkommen till Finland verkar han främst ha ägnat sig åt skötseln av sina egendomar, vilka från början var synnerligen omfattande, och genom giftermålet med Sigrid Eriksdotter Vasa 1597 utökades, så att Tott blev en av Sveriges största jordägare. En uppgift att han skulle ha varit lagman och befallninghavande i Österbotten är osäker. Tott, som deltog i Söderköpings riksdag 1595 och underskrev dess beslut, verkar i fortsättningen ha försökt hålla sig utanför striden mellan Sigismund och hertig Karl, men samtidigt även efter att större delen av frälset i Finland valt att stödja Klas Fleming, uppehöll förbindelser med hertig Karl.

## Barn
1. Åke Henriksson Tott
2. Maria Henriksdotter Tott
3. Erik Henriksson Tott